# ویرجین رادیو فرانسه
ویرجین رادیو فرانسه (انگلیسی: Virgin Radio) شرکت رسانه‌ای فرانسوی است، که در سال ۱۹۸۶ تأسیس شد.